# Jeringa (lingüística)
En jerga, la jeringa es el nombre del lenguaje especial que utilizan los jóvenes y las clases populares en el Perú, principalmente en la ciudad de Lima. Su vocabulario consiste en palabras recogidas de la replana, el inglés y, por influencia de los medios, de las hablas afines de los países vecinos, como el lunfardo.

## Características
Una de sus características principales consiste en utilizar palabras con un parecido fonético o que inicia con la misma sílaba, que aquella que se quiera reemplazar. Así tenemos, por ejemplo:
- «Johnny» o «Yolanda» remplazan el pronombre «yo».
- «Tumbes» remplaza el pronombre tú.
- «Cicatriz», «cincuenta», «cintura» por sí.
- «Clarín corneta» por claro.
- «Cerapio Torres» por cero.
- «Naranja Huando» por nada.

A veces esta característica se manifiesta a través de deformaciones al interior de la misma jeringa. Por ejemplo, "estar embarazada", se dice popularmente «estar en bola», de lo que se deriva «estar en bolero» y «estar en Bolivia» que significan lo mismo pero que no tienen ninguna alusión ni al ritmo musical ni al país sudamericano. Otro ejemplo de esta curiosa característica es «estar en algo», que se dice de la mujer medianamente atractiva (por ejemplo, "María está en algo"); de lo que se deriva «estar en algodón». Y así estos modos expresivos están en constante evolución.

## Usos comunes
Así también, algunas palabras tienen un significado diferente al usualmente utilizado, como por ejemplo:
- «Pata», «primo», «barrio», «broder» (de la palabra en inglés, brother), «causa» o «choche» remplazan indistintamente la palabra "amigo".
- «¿Manyas?» remplaza a la pregunta ¿entiendes? Y, en algunos casos, «manyar» reemplaza al verbo "conocer" a diferencia de las otras jergas esta se usa en la clase alta de Lima, es proveniente del italiano; otra es "O sea".
- «¿Estás locuaz?» reemplaza a la pregunta ¿estás loco?

Varias de estas jergas pasaron a usarse en el habla coloquial de todas las clases sociales, mientras que otras siguen siendo empleadas solamente en sectores de clase trabajadora.

### En el dinero y las transacciones
- Como en muchos otros países, al dinero se le llama "plata". Además, en Perú, se usan los términos «fichas» y «Villegas» por billetes
- La «luca» o «mango» se refieren al nuevo sol. "Mango" y "luca" se usan tanto en plural como singular. En ciertos contextos, «luca» puede significar 100 o hasta 1000 soles, este último sentido en paralelo con el uso del mismo término en otros países como Chile, Argentina o Uruguay para referirse a la moneda de mil pesos.
- Una «quina» se derivó de llamar anticuadamente "quinientos" (de 500 mil intis) a la cantidad actual de cincuenta céntimos tras el cambio de moneda al nuevo sol. luego, el término quina pasó a ser reemplazado por china.
- «Ferro», aunque ya no es muy común, hace alusión a las monedas de 10 céntimos de nuevo sol, puede significar 10 nuevos soles o hasta 100, dependiendo del contexto. Esta denominación viene de cuando en los billetes de 10 soles aparecía una imagen del ferrocarril que va al centro del país (ferrocarril = ferro).
- Un «cheque» en los sectores populares se refiere a cada billete de 10 soles (y se ha derivado a referirse a la cantidad misma).
- Los dólares son «cocos».
- La cantidad de 1000 dólares se solía decir «una luca gringa», aunque cayó en desuso. Cuando se habla de un millón de soles se habla de «un palo» y, referido a dólares, se conoce como «un palo verde» o «palo» a secas. 
  - Hay cierta variación en el empleo de términos. Algunos usuarios usan palo para referirse a la cantidad de 1000 soles.
- «Jugarla», «tocarla», «pasarla» o «chorrearla» se usan indistintamente por "prestar" o "entregar" en los sectores marginados de la sociedad.
  - «Jugarla» también tiene el significado de arriesgarse intentando algo con tal de obtener un resultado deseado: «Juégatela nomás, 'mano, no pierdes nada»
- «Quemar» es vender algo a un precio muy bajo, por necesidad o urgencia.
- «De Roberto», «de bajada» o «caliente» se dice cuando un artículo es robado. También es muy usado el término «jalar» por robar, con sus respectivas conjugaciones.
- Cuando alguien está escaso de dinero está «misio» (derivándose en «misión», «misionero», «misión imposible», «micky mouse»), «lacio», «aguja» o «cero balas».
- Tener dinero es «estar ganado», «estar barbón», «estar forrado» o «estar grueso».
- Cuando algo está bien valorado se dice «paga precio», «paga capricho» o simplemente «paga».
- «Mostro» se dice en expresión de euforia o afirmación ("nos vemos esta noche, mostro, estaré ahí"). También se la usa como expresión de algo que está totalmente bien: "qué mostro" e incluso "qué bacán". Ambas son antiguas y están cayendo en el desuso.

### Otros ejemplos
- Avergonzarse es «paltearse». «No hacerse paltas» significa no hacerse problemas.
  - También posee el significado de dar o tener miedo, aunque este uso no se encuentra tan extendido como el primero.
- Estar «huevo» o «papaya» significa que algo está fácil.
- Estar «yuca» o «tranca» significa que algo está difícil.
- «Punta» significa «persona», tanto cuando se cuentan por número o cuando se la describe. «Caen cinco puntas al tono», «Tu causa es buena punta».
- Cuando algo anda bien o funciona se dice «pinta» o «funca», anteponiendo si o no. De "funciona" proviene «funca» y de este mismo deviene en «furuncia», que puede usarse indistintamente.
- «A la firme» y sus derivados: «a la merfi» y «la firmeza» se dice cuando algo es cierto o "en serio". Ejemplo: "A la firme pe causa". Úsase también al referirse a la esposa ("la firme") en contraposición con la amante o querida ("la trampa"). En productos, denota buena calidad ("este es firme.")
- Mentir es «palear»; mentiroso, «palero».
- Estafar es «enyucar» (también tiene una connotación sexual).
- Alguien hipócrita o arribista es un «puñalero» o «serrucho».
- Hablar a espaldas de alguien es «maletear» (espalda = «maleta») o «rajar», este último siendo más conocido. También significa golpear: «lo maletearon» por «le pegaron». Para este último sentido, también se usa «gomear»: «Lo gomearon a mi causa
- Delatar es «tirar dedo» o «echar».
- Tener mala suerte es estar «piña», viene del quechua "piñas" que significa cautivo, los cuales en el imperio inca eran los condenados a trabajar en condiciones insalubres y por lo general morían. También tener mala suerte es estar «salado».
- Tener mucho trabajo o estar muy ocupado es «estar full chamba».
- Caminar a un determinado lugar es «latear», posiblemente viene de patear latas también significa flojear no hacer nada. Ejemplo: "Vamos lateando no más".
- Dormir es "jatear", y de este deriva "jato", que significa "dormido": «Me quedé jato en la U». También tiene el significado de "casa": «Mano, hay balacera por tu jato». También se puede recortar a "jai".
- Comer es "jamear": «Broer, estoy yendo a jamear con mi pata, ¿la haces?». De este, deriva "jama", que significa comida.
- Acompañar a alguien es «hacer la taba».
- Estar «hasta el queque» es estar mal.
- «Bajar» tiene el significado de llegar hasta un lugar indicado, no importa si uno recorre un terreno físicamente cuesta abajo: «Oe, estoy bajando a tu jato, me abres pues», «causa, baja al tono mano».

## Ultrajeringa
La ultrajeringa, es la jeringa usada de un modo extremo, es decir, como la jeringa es la malformación de palabras generalmente por su parecido fonético, en este se le vuelve a deformar, haciéndolo más complicado. Se crea una derivada lingüística.
Ejemplos:
Jeringa / español / ultrajeringa
- Causa / mejor amigo / causita - cápsula - cláusula también paisa (de paisano).
- Brother (hermano en inglés) / amigo / broster
- Barrio / Vecino, paisano o coterráneo / barrunto o rioba
- Brito / de cabrito (homosexual) / brócoli, británico o britain
- Federal / feo / feto también "Federico(a)"
- Trash / basura / trashada
- Anís / Ano / Anillo - seco -tubo- asterisco. Otra variación para el esfínter es "chico", lo cual degenera en "chicotero", "chicoma", "Chiclayo" (provincia peruana),"Chikorita", "chiquito", etcétera.
- Tetas / senos / teresas - teteras - tetangas
- Cinta / sí / sífilis
- Lucas / nuevos soles (moneda) / Lucrecias
- Chorear / robar / chorificar